# ゲイブリエル・ゴンザレス
- ガブリエル・ゴンザレス

ゲイブリエル・ヘスス・ゴンザレス（Gabriel Jesus González, 2004年1月4日 - ）は、ベネズエラのスクレ州カルパノ出身のプロ野球選手（外野手）。右投右打。MLBのミネソタ・ツインズ傘下所属。

## 経歴

### プロ入りとマリナーズ傘下時代
2021年にアマチュア・フリーエージェントでシアトル・マリナーズと契約してプロ入り。契約金は130万ドル。傘下のルーキー級ドミニカン・サマーリーグ・ナショナルズでプロデビューし、54試合に出場して打率.287、7本塁打、36打点を記録した。
2022年はルーキー級アリゾナ・コンプレックスリーグ・マリナーズで開幕を迎え、シーズン途中にA級モデスト・ナッツへ昇格。2チーム合計で67試合に出場して打率.321、7本塁打、34打点を記録した。
2023年はA級モデストで開幕を迎えた。

### ツインズ傘下時代
2024年1月29日にホルヘ・ポランコとのトレードで、アンソニー・デスクラファニー、ジャスティン・トーパ、ダレン・ボウエン、金銭と共にミネソタ・ツインズへ移籍した。